# Maurice Reuchlin
Pour les articles homonymes, voir Reuchlin.
Maurice Reuchlin, né le 15 septembre 1920 à Marseille et mort le 9 septembre 2015 à Bourg-la-Reine, est un psychologue français, professeur de psychologie différentielle à l'université Paris Descartes.

## Biographie
Élève de l'enseignement primaire supérieur, il est encouragé à continuer ses études et obtient le baccalauréat. Il poursuit ses études à l'école normale d'Aix-en-Provence, et est instituteur de 1941 à 1944 à Pont-de-l'Étoile, dans la banlieue de Marseille. Il se forme ensuite à l'INOP, qui forme des conseillers d'orientation. Henri Piéron lui propose d'intégrer le service de recherches de cet institut et il devient chef de ce service (1950), puis il succède à Piéron à la direction de l'INETOP lorsque celui-ci prend sa retraite en 1963. Il soutient en 1961 une thèse de doctorat de psychologie intitulée Méthodes d'analyse factorielle à l'usage des psychologues. Il devient directeur du Laboratoire de psychologie différentielle de l’École pratique des hautes études (1964) et professeur à la Sorbonne, titulaire de la chaire de psychologie différentielle en 1968.

## Décorations
- Officier de l'ordre des Palmes académiques (1972) au titre de « directeur des études au Conservatoire national des arts et métiers à Paris »[6]

### Ouvrages
- Histoire de la psychologie, Paris, PUF, coll. « Que sais-je ? » (no 732), 1957.
- Les méthodes quantitatives en psychologie, Paris, PUF, 1962.
- Méthodes d'analyse factorielle à l'usage des psychologues, Paris, PUF, 1964.
- L'orientation à la fin du premier cycle secondaire  (avec Françoise Bacher), Paris, PUF, 1968.
- Les méthodes en psychologie, Paris, PUF, 1969.
- La psychologie différentielle, Paris, PUF, 1969.
- L'enseignement de l'an 2000, Paris, PUF, 1973.
- Guide de l'étudiant en psychologie  (avec Michel Huteau), Paris, PUF, 1973.
- Précis de statistique, Paris, PUF, 1976.
- Psychologie, Paris, PUF, 1977.
- Les différences individuelles dans le développement cognitif de l'enfant  (avec Françoise Bacher), Paris, PUF, 1989 (ISBN 2-13-042231-4).
- Les différences individuelles dans le développement conatif de l'enfant, Paris, PUF, 1990.
- Les différences individuelles à l'école, Paris, PUF, 1991.
- Introduction à la recherche en psychologie, Paris, Nathan, 1992.
- Traité de psychologie appliquée : méthodes, Paris, Presses universitaires de France, 1973.
- Totalités, éléments, structures en psychologie, Paris, PUF, 1995 (ISBN 2-13-047156-0).
- Évolution de la psychologie différentielle, Paris, PUF, 1999.

### Sources
- Françoise Parot et Marc Richelle, Psychologues de langue française : Autobiographies, Paris, Presses universitaires de France, 1972 (ISBN 2-13-044521-7), p. 207-220.
- Jacques Lautrey, « Hommage à Maurice Reuchlin (1920-2015) », Bulletin de psychologie, 2015/6, no 540, p. 503-504.